# پیتر پاکولت
پیتر پاکولت (انگلیسی: Peter Pacult؛ زادهٔ ۲۸ اکتبر ۱۹۵۹) بازیکن فوتبال اهل اتریش است.
از باشگاه‌هایی که در آن بازی کرده‌است می‌توان به باشگاه فوتبال مونیخ ۱۸۶۰، باشگاه فوتبال راپید وین، و باشگاه فوتبال آستریا وین اشاره کرد.
وی همچنین در تیم ملی فوتبال اتریش بازی کرده‌است.